# أنيسة حاجي مؤمن
أنيسة عبد القادر حاجي مؤمن (بالصومالية: Anisa Cabdulqaadir Xaaji muumin)‏، وُلِدت في 20 نوفمبر 1978. هي سياسية من أصل أمريكي- صومالي، وناشطة اجتماعية  وكاتبة. شغلت منصب وزيرة المرأة وشؤون الأسرة في ولاية بونتلاند الصومالية.

## خلفيتها
وُلِدت أنيسة في منطقة بونتلاند في شمال شرق الصومال. ثم انتقلت بعد ذلك إلى مينابوليس في مينيسوتا، حيث حصلت على شهادة البكالوريوس في الدراسات النسائية من جامعة ولاية متروبوليتان، كما أنهت دراستها في الإدارة العامة المتخصصة في تحليل السياسات العامة وتنمية الموارد البشرية في جامعة هاملين. كما عملت سابقًا في خدمات الهجرة شبه القانونية  في جنوب مينيسوتا للخدمات القانونية الإقليمية.
وفي عام 2013، أسَّسَت «حاجي مؤمن وشركائها» وهي منظمة غير حكومية تركز على تصميم ورش عمل لتنمية الشباب وتمكين المرأة.

### وزيرة شؤون المرأة والأسرة
تسلمت أنيسة منصب وزيرة المرأة وشؤون الأسرة في ولاية بونتلاند في 13 فبراير وتسلمت وثائق تتضمن التطورات الأخيرة التي حققها الفريق الوزاري السابق والخطط المستقبلية؛ وتعهدت أنيسة بحماية وتعزيز حقوق المرأة. وشغلت المنصب حتى 13 أغسطس 2017 حيث حجب مجلس النواب في بونتلاند الثقة من مجلس الوزراء وطولب الرئيس عبد الولي محمد علي غاس بتشكيل مجلس وزاري جديد خلال أسبوعين، وكشفت تقارير إخبارية أن خلافات عشائرية منعت إعادة أنيسة إلى منصبها أو تعيينها في منصب آخر. وصرحت الوزيرة السابقة أن سبب استبعادها من مجلس الوزراء بُعدها عن الفساد.
في 15 يونيو 2020 عُينت أنيسة مساعدا لمفوض الهجرة واللاجئين في ولاية مينيسوتا في الولايات المتحدة الأمريكية.